# Titlagarh
Titlagarh là một thị xã và là nơi đặt ủy ban khu vực quy hoạch (notified area committee) của quận Balangir thuộc bang Orissa, Ấn Độ.

## Địa lý
Titlagarh có vị trí 20°18′B 83°09′Đ / 20,3°B 83,15°Đ Nó có độ cao trung bình là 215 mét (705 feet).

## Nhân khẩu
Theo điều tra dân số năm 2001 của Ấn Độ, Titlagarh có dân số 27.756 người. Phái nam chiếm 52% tổng số dân và phái nữ chiếm 48%. Titlagarh có tỷ lệ 67% biết đọc biết viết, cao hơn tỷ lệ trung bình toàn quốc là 59,5%: tỷ lệ cho phái nam là 75%, và tỷ lệ cho phái nữ là 57%. Tại Titlagarh, 12% dân số nhỏ hơn 6 tuổi.